# Classe Skoryj
I classe Skoryj (progetto 30bis) sono stati i primi cacciatorpediniere costruiti dalla marina sovietica dopo la fine della Seconda guerra mondiale.
La classe, molto numerosa, contava settanta esemplari, costruiti in quattro cantieri navali diversi.
Oggi non risultano più essere operativi.

## Sviluppo
Derivati dai precedenti classe Ognevoy, gli Skoryy vennero costruiti in ben settanta esemplari, tra il 1949 ed il 1953. La costruzione avvenne presso i cantieri navali di San Pietroburgo (che allora si chiamava Leningrado), Mykolaïv, Severodvinsk e Komsomol'sk-na-Amure
Rispetto ai predecessori, hanno dimensioni maggiori e tengono meglio il mare.
Negli anni cinquanta, tutti gli esemplari costruiti vennero sottoposti a lavori di modernizzazione. In particolare, questa riguardò la rimozione di un impianto lanciasiluri, la sostituzione dei cannoni da 37mm con altrettanti da 57mm e l'aggiunta di un mortaio antisommergibili del tipo RBU 2500. Le nuove navi avevano la designazione russa di progetto 34.
Ne venne realizzata anche una versione "bersaglio telecomandato" per la prova di sistemi missilistici antinave. Tale versione ricevette il nome di progetto 30T.

## Il servizio
Questi cacciatorpediniere servirono in tutte le flotte sovietiche. A seconda della flotta, i loro nomi iniziavano per una lettera diversa.
I sedici esemplari costruiti a Leningrado andarono ad equipaggiare la Flotta del Baltico. tutti questi mezzi avevano il nome che iniziava per S.
I diciotto costruiti a Mykolaïv furono inquadrati nella Flotta del Mar Nero. I loro nomi iniziavano con la lettera B.
I diciotto provenienti dal cantiere di Severodvinsk servirono la Marina Sovietica nella Flotta del Nord. Tutti i loro nomi iniziavano per O.
I diciassette costruiti a Komsomol'sk-na-Amure equipaggiarono la Flotta del Pacifico. I loro nomi iniziavano per V.
La marina sovietica ha interamente radiato e demolito queste navi tra il 1965 ed il 1984.
Vennero progettate due versioni modernizzate (progetto 30AV negli anni settanta, e progetto 60 nel decennio precedente. Quest'ultima, in particolare, avrebbe dovuto imbarcare missili antinave SS-N-2 Styx), ma rimasero entrambe sulla carta.

## Esportazioni
Una quindicina di esemplari di seconda mano vennero esportati a Paesi amici. In particolare, ne ricevettero sei l'Egitto, sette l'Indonesia e due la Polonia trasferiti dalla Flotta del Baltico. Per l'esportazione, ricevettero i numeri di progetto 30BA, 30BB e 30BK.
Oggi non risultano essere più operativi.